# 刘蓬生
刘蓬生（1916年—1999年3月11日），山西黎城西仵村人。中华人民共和国政治人物。

## 生平
毕业于黎城县第一高小。1931年至1932年5月，在仁庄小学任教。1937年至1945年，任黎城牺盟游击队队部文书，第三专署军政干部第一分校学员，黎城南堡和段家庄小学教师，左权县泽城抗战学院学员，黎城北流和东旺小学教师。1945年8月，加入中国共产党。1946年至1949年，历任黎城实验小学第二、第五高小校长。1949年9月，历任晋东南地委党校班主任、地区干部速成小学班主任、地区行政干校班主任，长治市职工学校、市委党校副校长，任市委宣传部、文教部副部长。1965年3月，升任部长，长治二中党总支书记、长治市委文教部部长。1979年4月至1983年，任长治市革命委员会副主任兼科委主任、党组书记，市委巡视组组长。1985年12月离休。1999年3月11日，在长治病逝。